# Sheryl Bayley
Sheryl Bayley là một vận động viên cricket quốc tế. Cô đã chơi cho Phụ nữ Barbados và trong 11 bài kiểm tra cricket và một ngày quốc tế cho Phụ nữ Tây Ấn. Cô lấy 16 bấc, trung bình chỉ hơn 30.